# Wspólnota administracyjna Triptis
Wspólnota administracyjna Triptis (niem. Verwaltungsgemeinschaft Triptis) – wspólnota administracyjna w Niemczech, w kraju związkowym Turyngia, w powiecie Saale-Orla. Siedziba wspólnoty znajduje się w mieście Triptis.
Wspólnota administracyjna zrzesza dziewięć gmin, w tym jedną gminę miejską (Stadt) oraz osiem gmin wiejskich: 
1. Dreitzsch
2. Geroda
3. Lemnitz
4. Miesitz
5. Mittelpöllnitz
6. Rosendorf
7. Schmieritz
8. Tömmelsdorf
9. Triptis